# ELWAT

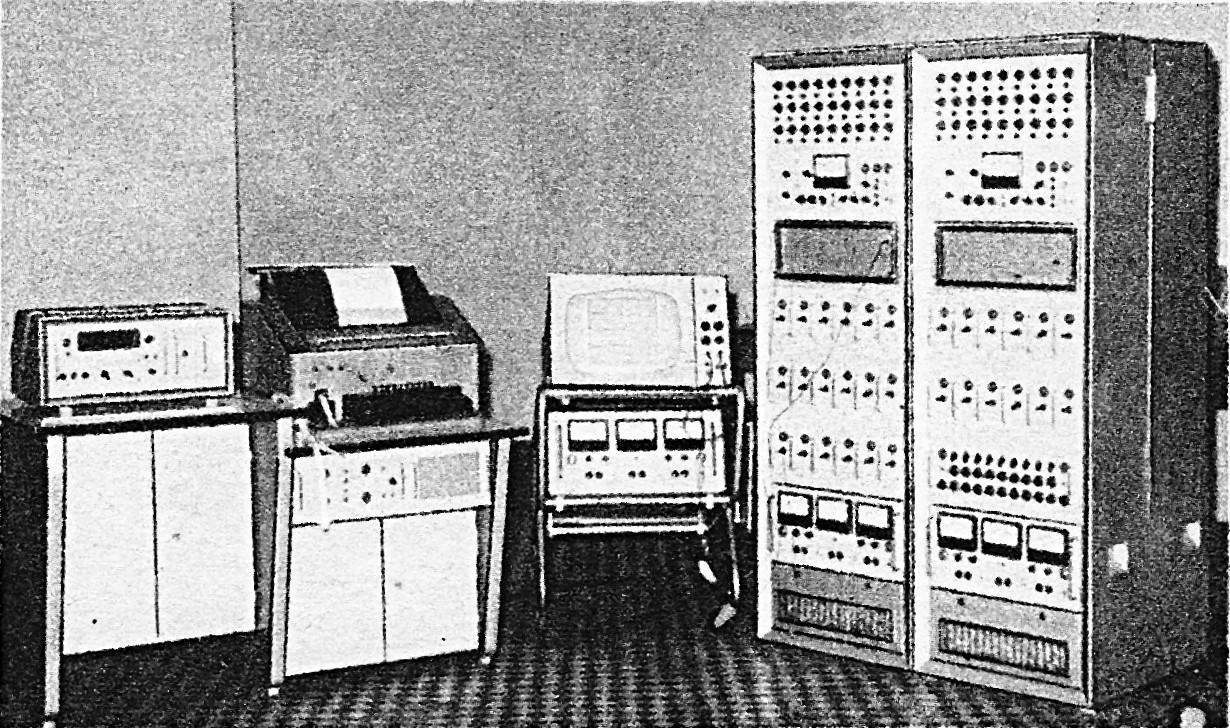
Od lewej – woltomierz cyfrowy, dalekopis (drukarka), oscyloskop, stojaki komputera.

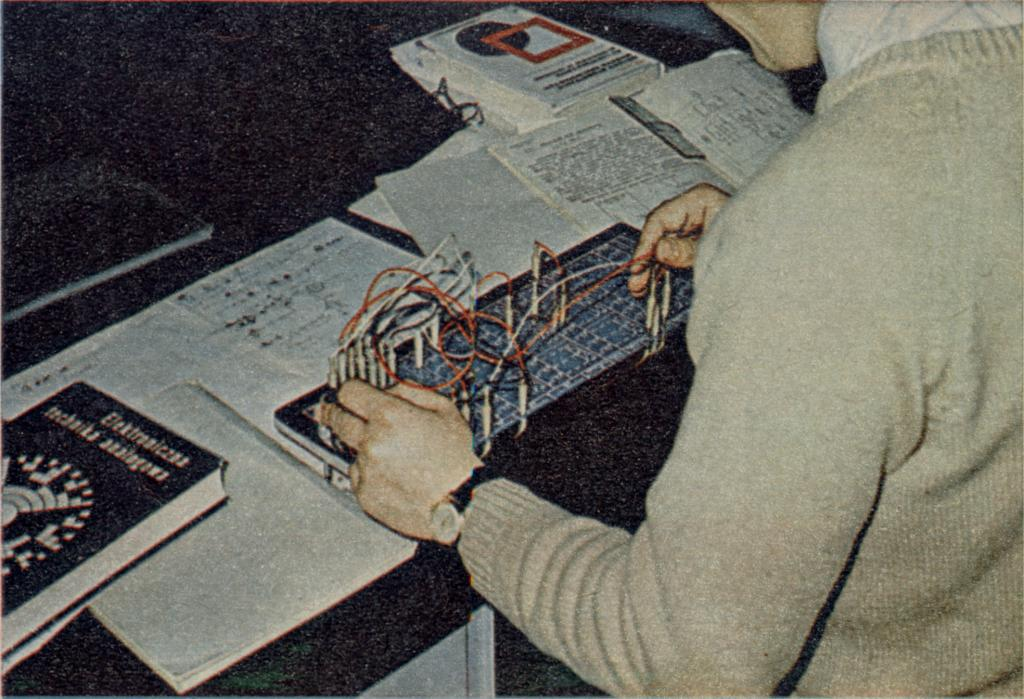
Programowanie komputera przez łączenie tablicy połączeń.

ELWAT – rodzina komputerów analogowych skonstruowanych w Wojskowej Akademii Technicznej i produkowanych przez zakład Elwro we Wrocławiu od 1967 r.
Przeznaczone do rozwiązywania równań różniczkowych i symulacji procesów. Na przełomie lat 60. i 70. znacznie szybsze i tańsze od komputerów cyfrowych.
Ich rozwinięciem był komputer analogowo-cyfrowy WAT 1001.

## Dane komputeraELWAT-1
Zawartość stojaka (komputer mógł zawierać dowolną liczbę stojaków):
- dokładność: 0,1 (wzmacniacze) do 5% (generator funkcji)
- 19 lampowych wzmacniaczy operacyjnych każdy z przekaźnikiem zerującym i potencjometrem wieloobrotowym
- 12 uniwersalnych bloków funkcyjnych sumujących i całkujących
- 6 bloków sumujących
- 1 układ mnożenia
- 4 generatory funkcji
- 9 bloków ograniczników napięcia

Urządzenia zewnętrzne:
- oscyloskop
- pisak
- woltomierz cyfrowy z drukarką.

## Produkcja modelu ELWAT 1
- 1967: 26 szt.
- 1968: 20 szt.
- 1969: 4 szt.